# 十和田山
十和田山（とわだやま）とは、青森県十和田市にある山である。1990年版の東北百名山に選ばれていた。十和田富士や御子岳とも呼ばれる。十和田山と十和利山、三ツ岳は十和田三山と呼ばれる。

## 概要
山頂には三等三角点がある。

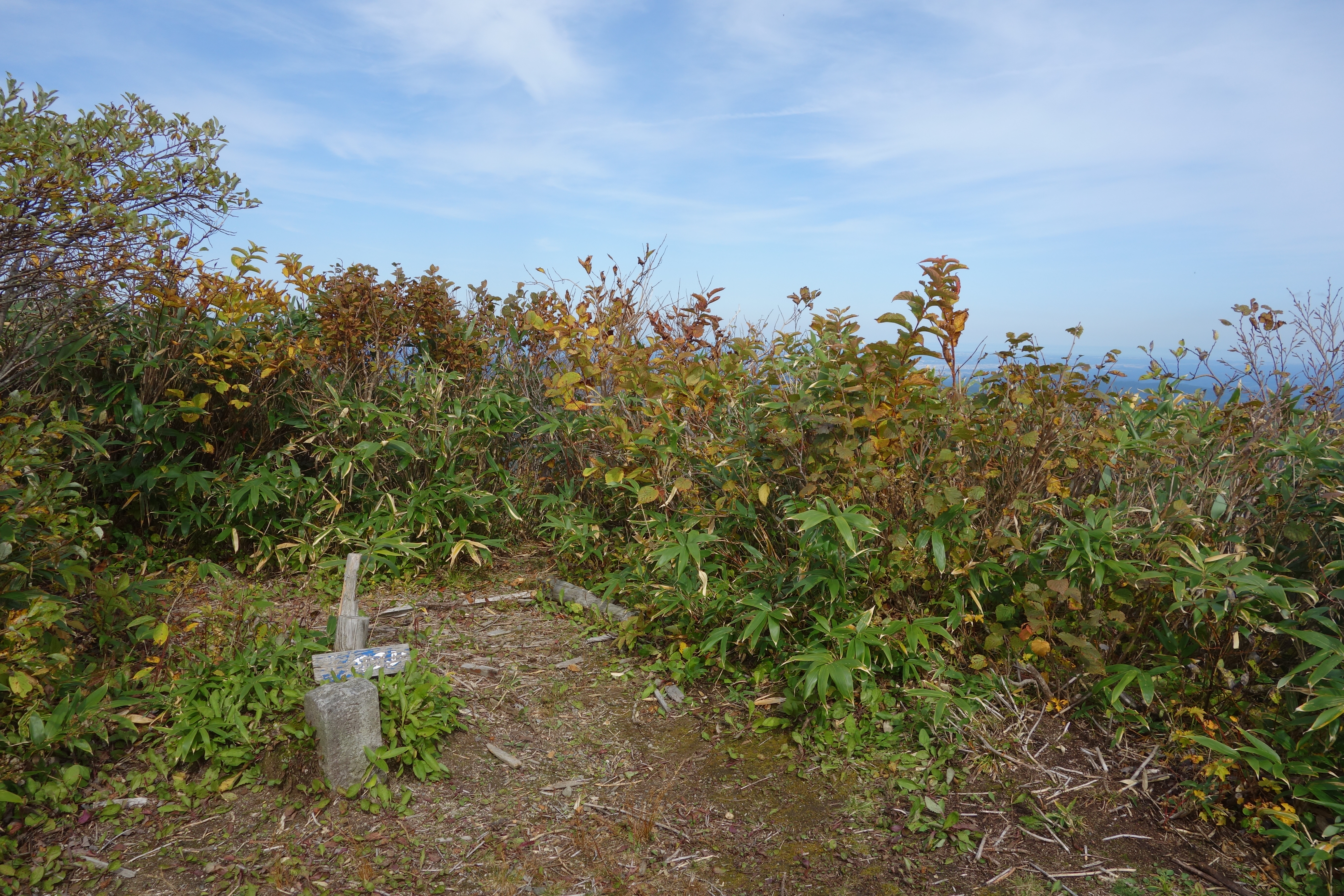
十和田山山頂

十和田山は十和田湖外輪山の最高峰である。宇樽部集落の東側から登山道が始まる。ブナやミズナラ、イタヤカエデなどの広葉樹林の中の急な上り坂が始まりで、初めは少しきつい。しかし、ひとつの高みにつけば（宇樽部展望台。669.4m）そこからは尾根伝いのコースになる。背丈ほどのチシマザサが密生している疎林が7合目近くまで続くが、林間に十和田湖が遠望され、イチイがハイマツのように密生しているところに出ると、まもなく頂上である。山頂からは十和田湖や八甲田山、太平洋、北海道の島々まで眺めることができる。
十和田山山頂付近にはオンコ（御子、イチイ）が生えている。幾百年を経て、太さ7尺、8尺（210cm～240cm）に達するオンコの大木も7、8尺に達するものはない。このオンコはこの山の名物で数百年の古木が盆栽のように並んでいる。その実は霜を受けて真っ赤になる。山頂には昭和初期には2間（3.6m）四方の四阿が建てられていた。

## 登山・観光

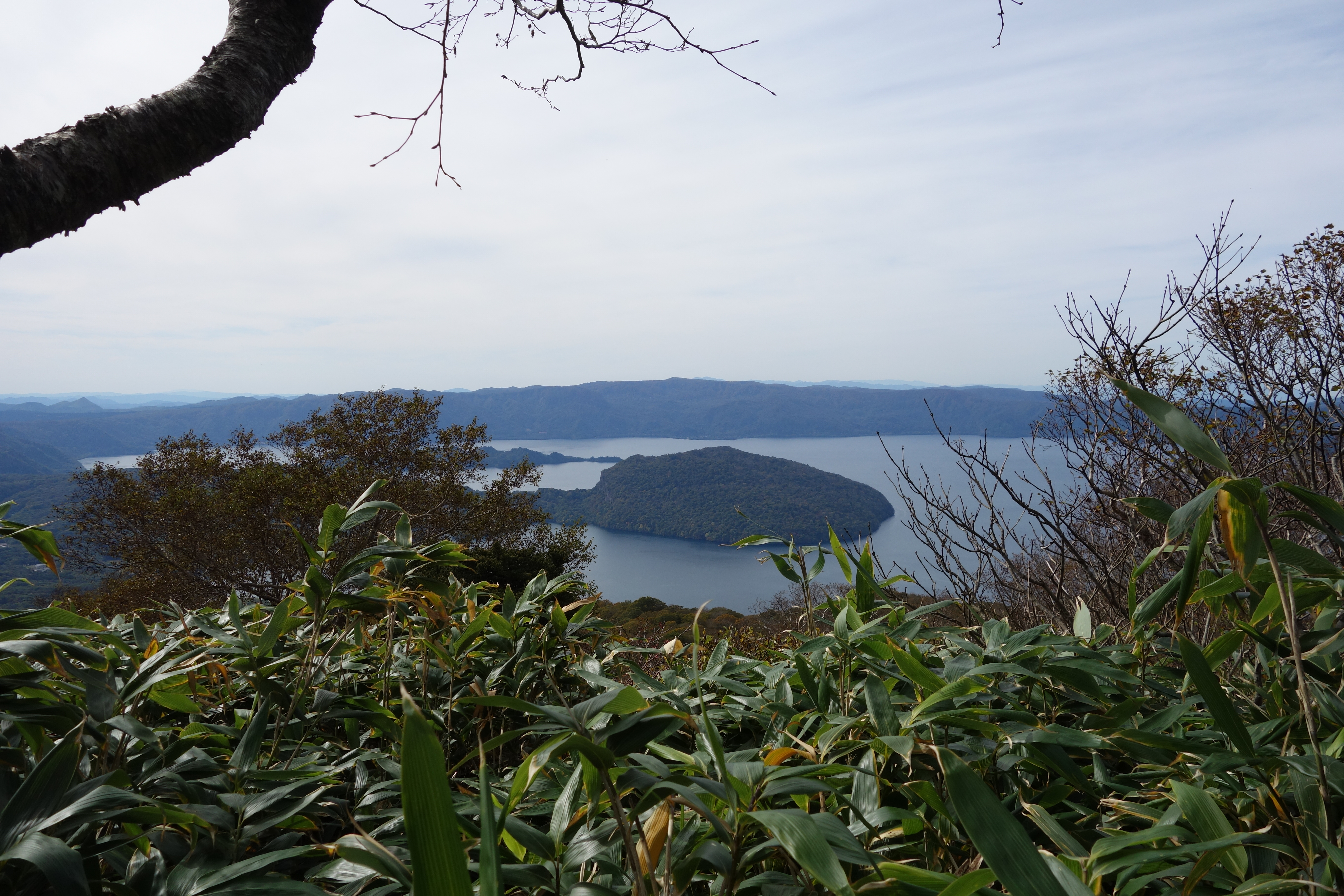
十和田山から望む十和田湖

登山道は惣辺川方面の東側からのものと子ノ口方面の西側、宇樽部方面からの南西側からのものがあった。しかし、現在夏期に利用できるのは宇樽部方面からのものだけである。